# Фреди Гуарин
Фреди Алехандро Гуарин Васкес (роден на 30 юни 1986 в Пуерто Бояса) е колумбийски футболист, играе като полузащитник и се състезава за Шанхай Шенхуа и националния отбор на Колумбия.

## Клубна кариера

### Ранни години и Сент Етиен
През 2005 година Гуарин вече е титуляр в колмбуйския Енгивадо. През същата година преминава под наем в аржентинския гранд Бока Хуниорс под наем, а първите шест месеца от наема прекарва в младежкия състав на Бока. Изиграва само два мача за първия отбор на аржентинците. Бока се опитва да го привлече за постоянно, но той преминава под наем във френския Сент Етиен през август 2006 г.
Дебютът си за Сент Етиен прави в контрола срещу Еспаньол, вкарвайки и два гола в него. Дебютът си в официален мач за французите прави на 14 октомври срещу Лион. Реализира първия си гол при победата с 3-1 над Троа. През лятото на 2007 година Сент Етиен привлича Гуарин за постоянно.

### Порто
На 10 юли 2008 г. Гуарин подписва 4-годишен договор с португалския Порто. Сумата по трансфера остава необявена. като част от сделката в другата посока под наем отива Пауло Машадо. В първите си години в португалския клуб Гуарин е предимно резерва, играейки по малко минути в мачовете. Впоследствие става титуляр и най-важният му гол за клуба идва на 16 май 2010 г. срещу ГД Шавеш, вкарвайки втория гол за победата с 2-1, която носи и титлата на Порто.
През сезон 2010/11 дори след напускането на клуба от Раул Мейрелеш Гуарин не може да се пребори за титулярно място. По средата на сезона се превръща в основна фигура в отбора на Порто, който печели титлата на страната, както и турнира Лига Европа.

### Интер
На 21 януари 2012 г. Гуарин преминава под наем в италианския Интер за сумата от 1 милион евро. Ако иска да го закупи след края на сезона Интер ще трябва да заплати още 11 милиона евро. Гуарин трябва да замени напусналия в посока Пари Сен Жермен Тиаго Мота.
на 17 май 2012 г. Гуарин е закупен от Интер за сумата от 11 милиона евро.

## Национален отбор
Гуарин прави дебюта си за Колумбия в контрола преди Световното първенство срещу Еквадор. Представя страната си на турнира Копа Америка 2011.

## Отличия

### Порто
- Лига Сагреш: 2008/09, 2010/11, 2011/12
- Купа на Португалия: 2008/09, 2009/10, 2010/11
- Суперкупа на Португалия: 2009, 2010, 2011
- Лига Европа: 2010/11